# Protracheoniscus steinbergi
Protracheoniscus steinbergi là một loài chân đều trong họ Trachelipodidae. Loài này được Borutzkii miêu tả khoa học năm 1961.